# 20 floréal
20 germinal 20 prairial
Le décadi 20 floréal, officiellement dénommé jour du sarcloir, est le 230e jour de l'année du calendrier républicain.
C'était généralement le 9e jour du mois de mai dans le calendrier grégorien.